# Lori Chavez-DeRemer
Lori Chavez-DeRemer (ur. 7 kwietnia 1968 w Santa Clara) – amerykańska polityk Partii Republikańskiej, burmistrz Happy Valley (2011–2019), członkini Izby Reprezentantów (2023–2025), sekretarz pracy Stanów Zjednoczonych (od 2025).

## Życiorys
Urodziła się w Santa Clara w Kalifornii. W 1986 roku ukończyła Hanford High School, a w 1990 roku uzyskała tytuł licencjata w dziedzinie administracji biznesu na California State University w Fresno. Pracowała jako nauczycielka zastępcza, przedstawicielka handlowa oraz właścicielka firmy. W latach 2005–2010 była członkinią rady miejskiej Happy Valley w stanie Oregon, pełniąc funkcję jej przewodniczącej w latach 2007–2010. W 2011 roku została burmistrzem miasta i sprawowała tę funkcję do 2018 roku. W 2023 roku została wybrana do Izby Reprezentantów, reprezentując 5. okręg wyborczy Oregonu. W 2024 roku bezskutecznie ubiegała się o reelekcję.
W 2025 roku objęła stanowisko sekretarza pracy w gabinecie prezydenta Donalda Trumpa.

## Życie prywatne
Jest żoną Shawna DeRemera, anestezjologa. Mają dwie córki i mieszkają w Happy Valley w Oregonie.